# Компютърно престъпление
Компютърно престъпление или киберпрестъпление се отнася до всеки тип престъпление, който включва компютър и компютърна мрежа. Области на криминологията, които се занимават с компютърните престъпления и компютърната престъпност, са компютърната криминология и киберкриминологията. Компютърът може да е използван в извършването на престъпление или да е цел на престъплението. Това се отнася и до криминалната експлоатация на интернет. Киберпрестъпленията са дефинирани като „правонарушения, които са извършени срещу индивиди или групи от индивиди с криминален мотив с цел умишлена вреда върху репутацията на жертвата или причиняване на физическа или морална щета на жертвата директно или индиректно, използвайки модерни телекомуникационни мрежи като интернет (чат, имейли, форуми и групи) и мобилни телефони (SMS/MMS)“. Такива престъпления могат да застрашават също така националната сигурност или финансов просперитет.
Компютърни престъпления, на борбата с които е обръщано особено високо внимание са: грууминг, детска порнография, кражби на информация по кредитни карти. Други теми в тази област са вируси, спам, онлайн тормоз, онлайн активности, свързани с трафик на наркотици и други.